# Cattedrali in Botswana
Questa è una lista delle cattedrali in Botswana.

## Cattedrali cattoliche
| Cattedrale                               | Arcidiocesi o Diocesi  | Località    |
| ---------------------------------------- | ---------------------- | ----------- |
| Cattedrale di Cristo Re                  | Diocesi di Gaborone    | Gaborone    |
| Cattedrale di Nostra Signora del Deserto | Diocesi di Francistown | Francistown |

## Cattedrale anglicana
| Cattedrale                   | Diocesi                       | Località |
| ---------------------------- | ----------------------------- | -------- |
| Cattedrale della Santa Croce | Diocesi anglicana di Botswana | Gaborone |